# 이이우
이이우(1941년 2월 18일~)는 대한민국의 축구인이다. 축구 선수로 활동하였으며, 대한민국 여자 축구 국가태표팀 축구 감독(1991~1999)을 지냈다.

## 선수 시절
대한민국 A대표팀의 일원으로 1964년 하계 올림픽 축구 본선에 참가하여 체코와의 C조 조별리그 1차전에서 대한민국 올림픽 축구 통산 6번째 득점을 성공시켰지만 팀의 3전 전패·조별리그 탈락을 막지 못했고 이후 1966년 아시안 게임에도 참가했으나 2전 전패·A조 꼴찌로 또 다시 조별리그 탈락의 고배를 마셨다.

## 은퇴 이후
1991년부터 1999년까지 대한민국 여자 대표팀의 감독을 맡아 1995년 AFC 여자 챔피언십 준결승 진출을 이끌었지만 이를 제외한 나머지 대회에서는 모두 조별리그 탈락, 아시안 게임 4팀 중 최하위 등 이렇다할 성과를 거두지 못했다.